# 川上炭山駅
川上炭山駅（かわかみたんざんえき）は、樺太豊栄郡川上村に存在した鉄道省川上線の駅。

## 歴史
- 1922年（大正11年）10月1日 - 樺太庁鉄道川上線奥川上駅 - 当駅間開通により開業。
- 1943年（昭和18年）4月1日 - 南樺太の内地編入にともない、鉄道省に移管。
- 1945年8月 - ソ連軍が南樺太へ侵攻、占領し、駅も含め全線がソ連軍に接収される。
- 1946年（昭和21年）2月1日 - 日本の国有鉄道の駅としては、書類上廃止。
- 1946年4月1日 - ソ連国鉄に編入。ロシア語駅名は「シネゴルスク」。
- 1997年旅客運輸廃止。
- 2004年廃止。

## 運行状況
- 豊原駅 - 当駅間で1日4往復していた。

## 駅周辺
- 川上村役場
- 川上炭鉱

## 隣の駅
鉄道省樺太鉄道局
川上線
中山駅 - 川上炭山駅